# 白峰ゆり
白峰 ゆり（しらみね ゆり、1990年1月1日 - ）は、日本の女優。元宝塚歌劇団雪組の娘役。
滋賀県大津市、東大津高等学校出身。身長164cm。血液型B型。愛称は「うき」。
所属事務所はルビーパレード。

## 来歴
2007年、宝塚音楽学校入学。
2009年、音楽学校卒業後、宝塚歌劇団に95期生として入団。入団時の成績は32番。宙組公演「薔薇に降る雨／Amour それは…」で初舞台。その後、雪組に配属。
2023年7月16日、彩風咲奈・夢白あやトップコンビ大劇場お披露目となる「Lilacの夢路／ジュエル・ド・パリ!!」東京公演千秋楽をもって、宝塚歌劇団を退団。
退団後はルビーパレード所属となり、舞台を中心に活動を続けている。

## 宝塚歌劇団時代の主な舞台

### 初舞台
- 2009年4 - 5月、宙組『薔薇に降る雨』『Amour それは…』（宝塚大劇場のみ）

### 雪組時代
- 2009年 7－8月、『ロシアン・ブルー —魔女への鉄槌—』 『RIO DE BRAVO!!』
- 2010年 2－4月、『ソルフェリーノの夜明け—アンリー・デュナンの生涯—』 『Carnevale唾夢—水面に浮かぶ風景』
- 2010年 6－9月、『ロジェ』 『ロック・オン！』
- 2011年 1－3月、『ロミオとジュリエット』
- 2011年 4－5月、『黒い瞳』 『ロック・オン！』（全国ツアー）
- 2011年 7月、『灼熱の彼方～「オデュセウス編」と「コモドゥス編」～』（バウ）
- 2011年 9－11月、『仮面の男』 『ROYAL STRAIGHT FLUSH！！』
- 2012年 3－5月、『ドン・カルロス』 『Shining Rhythm！』—新人公演：オリバーレス公女（本役：白渚すず）
- 2012年 7－8月、『フットルース』（梅田芸術劇場・博多座）
- 2012年10－12月、『JIN－仁—』 『GOLD SPARK！—この一瞬を永遠に—』—高尾（振袖新造）、新人公演：登勢（旅籠寺田屋の女将）／看護婦（本役：夢華あみ）
- 2013年 2月、『若き日の唄は忘れじ』 『Shining Rhythm！—新たなる誕生—』（中日劇場）
- 2013年 4－7月、『ベルサイユのばら—フェルゼン編—』—新人公演：農民（本役：月城かなと）
- 2013年 8－9月、『若き日の唄は忘れじ』 『ナルシス・ノアールⅡ』（全国ツアー）
- 2013年11—2014年2月、『Shall we ダンス？』 『CONGRATULATIONS 宝塚！！』—ダンス教室の生徒［女］、新人公演：リン（本役：舞咲りん）、ダンス教室の生徒［女］
- 2014年 3月、『ベルサイユのばら—オスカルとアンドレ編—』マリーズ（全国ツアー）
- 2014年 6－8月、『一夢庵風流記 前田慶次』 『My Dream TAKARAZUKA』—かめ（傾奇者の取り巻き）・奥村助右衛門（幼少）、新人公演：幾島（偸組の忍び）（本役：此花いの莉）
- 2014年10－11月、『パルムの僧院—美しき愛の囚人—』—テオドーラ（パルム市街の教会に通う街の婦人）（バウ）
- 2015年 1－3月、『ルパン三世—王妃の首飾りを追え！—』 『ファンシー・ガイ！』—踊り子（一座の踊り子）、新人公演：一座の踊り子
- 2015年5月、『星影の人—沖田総司・まぼろしの青春—』 『ファンシー・ガイ！』—幾松（三本木の芸妓）（博多座）
- 2015年 7－10月、『星逢一夜』 『La Esmeralda』—寧姫（大名家の姫）、新人公演：珠姫（大名家の姫）／かじか（夜鷹）（本役：此花いの莉）
- 2015年 11－12月、『哀しみのコルドバ』 『La Esmeralda』—グラシア（マドリードの令嬢）／ドローレス（コルドバの娘）（全国ツアー）
- 2016年 2－5月、『るろうに剣心』—天神
- 2016年 6－7月、『ドン・ジュアン』—ドン・ジュアンの母／セビリアの女（KAAT神奈川芸術劇場・ドラマシティ）
- 2016年 10－12月、『私立探偵ケイレブ・ハント』 『Greatest HITS！』
- 2017年 2月、『星逢一夜』 『Greatest HITS！』—豊姫【大名家の姫】／かじか【夜鷹】（中日劇場）
- 2017年 4－7月、『幕末太陽傳』 『Dramatic “S”！』—女郎おてつ【相模屋の女郎】
- 2017年 8－9月、『琥珀色の雨にぬれて』 『“D”ramatic S！』—エレーヌ （全国ツアー）
- 2017年11—2018年2月、『ひかりふる路～革命家、マクシミリアン・ロベスピエール』 『SUPER VOYAGER！—希望の海へ—』—娼婦
- 2018年 3－4月、『義経妖狐夢幻桜』—キツネーズ（バウ）
- 2018年 6－9月、『凱旋門』 『Gato Bonito！！』
- 2018年11—2019年2月、『ファントム』—ルル【団員女】
- 2019年 3－4月、『PR×PRince』—女官メアリ（バウ）
- 2019年 5－9月、『壬生義士伝』 『Music Revolution！』
- 2019年 10－11月『はばたけ黄金の翼よ』 『Music Revolution！』—修道院長 （全国ツアー）
- 2020年 1－3月『ONCE UPON A TIME IN AMERICA』
- 2020年 8－9月、『炎のボレロ』 『Music Revolution!　-New Spirit-』—ボニータ （梅田芸術劇場）
- 2021年 1－4月、『f f f　－フォルティッシッシモ－～歓喜に歌え！～』 『シルクロード～盗賊と宝石～』—グイチャルディ夫人
- 2021年 6月、『ヴェネチアの紋章』 『ル・ポァゾン 愛の媚薬—Again—』—踊り手 （全国ツアー）
- 2021年 8－11月、『CITY HUNTER－盗まれたXYZ－』 『Fire Fever！』—シスター雪
- 2022年 3－6月、『夢介千両みやげ』 『Sensational！』—店の娘【街道茶屋の店員】
- 2022年 7－8月、『ODYSSEY－The Age of Discovery－』（梅田芸術劇場）
- 2022年 10－12月、『蒼穹の昴』—西太后付き女官
- 2023年 2－3月、『海辺のストルーエンセ』—役者 スサンナ／カロリーネの曾祖母 ゾフィア・ドロテア（KAAT神奈川芸術劇場・ドラマシティ）
- 2023年 4－7月、『Lilacの夢路－ドロイゼン家の誇り－』 『ジュエル・ド・パリ！！－パリの宝石たち－』—ガレッティー夫人 退団公演

## 宝塚歌劇団退団後の主な活動

### 舞台
- 劇団たいしゅう小説家 present`s「人生交換Ⅱ」　東雲華怜役　萬劇場　2023年9月13日～9月17日
- 「白虎隊ザ・アイドル」　夏目裕子役他　シアターサンモール　2023年11月29日～12月3日
- 「ブラック・ジャック」漫劇!!手塚治虫第5巻 The Fusion of Comics & Theater　杉並井草役　銀座博品館劇場　2024年3月20日～3月24日
- 『ヒプノシスマイク -Division Rap Battle-』Rule the Stage -Renegades of Female- 勘解由小路無花果(かでのこうじいちじく)役　品川プリンスホテル クラブeX　2024年7月4日～7月15日  松下 IMPホール　2024年7月25日～7月28日
  - 『ヒプノシスマイク -Division Rap Battle-』Rule the Stage -Ideal and Reality- 2025年9月4日～23日 品川プリンスホテル クラブeX[5][6]
- 『鬼背参り』シアターサンモール 2025年1月29日〜2月2日[7]
- 『〜女子大小路の名探偵 新章〜 死は、ど真ん中に転げ落ちて』銀座博品館劇場 2025年3月15日〜3月23日[8]
- 『ダンスカンタービレ 2025 〜VIOLET〜』 銀座博品館劇場 2025年7月30日〜8月6日[9]